# Mönchstockheim
Mönchstockheim ist ein Gemeindeteil der Gemeinde Sulzheim im unterfränkischen Landkreis Schweinfurt in Bayern.

## Geografische Lage
Das Kirchdorf Mönchstockheim liegt im Südosten des Sulzheimer Gemeindegebiets. Nordöstlich leitet die Staatsstraße 2275 ins Gemeindegebiet von Donnersdorf über, die Gemarkung von Kleinrheinfeld liegt Mönchstockheim am nächsten. In südöstlicher Richtung verläuft der Unkenbach an der Vögnitzmühle und Vögnitz vorbei. Südlich beginnt die Gemarkung von Rügshofen, Gemeindeteil von Gerolzhofen. Westlich erhebt sich Alitzheim, im Nordwesten liegt Sulzheim.

## Geschichte
Der Ortsname Mönchstockheim verweist auf die Geschichte des Ortes. Das Dorf war seit dem Jahr 1283 Teil des Grundbesitzes der Abtei Ebrach. Im Jahr 1803 wurde das Zisterzienserkloster aufgelöst und Mönchstockheim Ruralgemeinde im Königreich Bayern. Später lag das Dorf im Landkreis Gerolzhofen. Am 1. Mai 1978 trat der Ort der neugebildeten Großgemeinde Sulzheim im Landkreis Schweinfurt bei.

## Kultur und Sehenswürdigkeiten

### Baudenkmäler
Den Mittelpunkt des Dorfes bildet die katholische Filialkirche Mariae Himmelfahrt. Sie entstand in den letzten Jahrzehnten des 16. Jahrhunderts. Im Zuge der Gegenreformation entstand der typische Julius-Echter-Turm mit dem Spitzhelm. Im Jahr 1748 wurde das Langhaus vergrößert. Die Westseite wurde mit einer Schaufassade verziert, eine Sandsteinfigur der Maria Immaculata schließt diese Seite ab. Im Inneren stuckierte man Chor und Langhausdecke.
Aus vier Säulen besteht der Rokoko-Hochaltar aus dem 18. Jahrhundert. Das Altarbild entstand im Stil der Nazarener und wird von mehreren vollplastischen Figuren eingerahmt. Die Kanzel entstand um 1700 und schließt mit der Figur einer Maria auf dem Schalldeckel ab. Das Orgelgehäuse aus der Zeit um 1738 wurde reich verziert. Dagegen sind die Seitenaltäre im Stil des Klassizismus gehalten. Zwei spätgotische Figuren aus der ersten Hälfte des 16. Jahrhunderts sind die ältesten Stücke im Kircheninneren.
An der Straße nach Gerolzhofen entstand im 19. Jahrhundert eine kleine Wegkapelle mit einem polygonalen Chor. Auf dem Kirchplatz steht eine Mariensäule. Sie wurde im Jahr 1861 von einem Bauernpaar gestiftet und von M. Hauck gearbeitet. Als katholisches Kirchdorf weist Mönchstockheim außerdem eine Vielzahl an Bildstöcken und Kleindenkmälern auf. Sie wurden auf der Gemarkung um das Dorf aufgestellt. Die ältesten stammen aus dem 17. Jahrhundert.

### Sage
Ursprünglich war der Friedhof von Mönchstockheim um die Kirche angesiedelt. Um den begrenzten Platz gut nutzen zu können, wurden die Gebeine nach 20 Jahren wieder ausgegraben und in einem sogenannten Karner aufbewahrt. Einmal entdeckte der Totengräber ein vollständig erhaltenes Skelett und stellte es im Knochenhaus auf. Dort begann es sich in der Geisterstunde zu bewegen. Der Totengräber gab dem Skelett den Namen „Klappermann“.
Eines Abends saßen die jungen Männer des Dorfes im Wirtshaus und verabredeten eine Mutprobe. Einer von ihnen holte den Klappermann aus dem Karner und stellte ihn im Gasthaus auf. Jeder der Anwesenden musste vor das Skeletttreten und „Ich verzeihe dir“ sagen. Ein alter Mann weigerte sich und musste lange von den Jungen überredet werden. Als er dann dennoch vor dem Klappermann erschien und den Spruch aufsagte, fiel das Skelett in sich zusammen.
Der Mann klärte die Umstehenden auf: Er hatte zu Lebzeiten des Klappermannes häufig mit ihm gestritten. Auf seinem Sterbebett hatte der Klappermann ihn um Verzeihung gebeten, doch er war hart geblieben. Er sagte: „Niemals in meinem ganzen Leben werde ich dir verzeihen!“ Deshalb hatte der Klappermann um Mitternacht keine Ruhe finden können und mit den Knochen geklappert.

## Archäologischer Fund bei Bauarbeiten
Beim Bau der Ortsumgehung für die St 2275, die im November 2022 eröffnet wurde, wurde im März 2021 eine 19 Zentimeter hohe Statuette aus Ton gefunden, die möglicherweise eine „Wassergöttin“ darstellt. Das Alter der Statuette wurde auf rund 3000 Jahre bestimmt, ein solcher Fund ist in Mitteleuropa bisher einzigartig.

## Persönlichkeiten
- Kolumban Rösser (1736–1780), Benediktinerpater und Philosoph, Rösser war Logik- und Metaphysikprofessor an der Universität Würzburg
- Engelbert Valentin Niedermeyer (1911–1946), SS-Scharführer und als Blockführer und wurde im Krematorium des Konzentrationslagers Dachau eingesetzt